# Ceratocanthopsis
Ceratocanthopsis (лат.) — род жуков-гибосорид из подсемейства Ceratocanthinae (Hybosoridae). Южная Америка. Известно 3 вида.

## Описание
Мелкие жуки-гибосориды. Плохо определенный род, вероятно, должен быть синонимизирован с Ceratocanthus (от которого отличается только числом антенномеров). В тропических лесах C. fulgida, вероятно, является обитателем полога. Средние и задние лапки способны складываться вдоль внутренней стороны голени. Способны к сворачиванию в шар путем отклонения головы и переднеспинки и прижимания ног.

## Систематика
Род был впервые описан в 1982 году. Включён в состав трибы Ceratocanthini из подсемейства Ceratocanthinae (Hybosoridae).
- Ceratocanthopsis fulgidus (Martinez, 1967)
- Ceratocanthopsis pernitidus Paulian, 1982
- Ceratocanthopsis pygmaeus (Harold, 1874)